# モーリア
モーリア（伊: Moglia）は、イタリア共和国ロンバルディア州マントヴァ県にある、人口約5,300人の基礎自治体（コムーネ）。

## 地理

### 位置・広がり

#### 隣接コムーネ
隣接するコムーネは以下の通り。括弧内のMOはモデナ県、REはレッジョ・エミリア県所属を示す。
- コンコルディア・スッラ・セッキア (MO)
- ゴンザーガ
- ノーヴィ・ディ・モーデナ (MO)
- ペゴニャーガ
- クイステッロ
- レッジョーロ (RE)
- ローロ (RE)
- サン・ベネデット・ポー

### 気候分類・地震分類
気候分類では、zona E, 2388 GGに分類される。
また、イタリアの地震リスク階級 (it) では、zona 3 (sismicità bassa) に分類される。

## 行政

### 分離集落
モーリアには、以下の分離集落（フラツィオーネ）がある。
- Bondanello, Coazze, Trivellano